# Håndboldligaen 2020/21
Die Håndboldligaen 2020/21 (vollständiger Name nach dem Hauptsponsor HTH Herreligaen 2020/21) war die 85. Spielzeit der höchsten dänischen Spielklasse im Handball der Männer.

## Modus
In dieser Saison spielten im Grunddurchgang (dänisch Grundspil) 14 Mannschaften im Modus „Jeder gegen jeden“ mit je einem Heim- und Auswärtsspiel.
Abstiegsrunde
Der Tabellenletzte des Grunddurchgangs stieg direkt in die zweite dänische Liga ab. Die Mannschaften auf den Plätzen 9 bis 13 spielten in einer einfachen Runde jeder gegen jeden die weiteren Platzierungen aus, wobei das schlechteste Team anschließend in der Relegation im Modus Best-of-3 gegen den Zweiten der zweiten dänischen Liga antreten musste.
Århus Håndbold zog sich aus finanziellen Gründen im April 2021 zurück. Dadurch stand neben dem Meister der zweiten dänischen Liga, Nordsjælland Håndbold, auch der kampflose Sieger der Relegation, Skive fH, als Aufsteiger fest. Der Letztplatzierte des Grunddurchgangs, TMS Ringsted, beanstandete den Verbleib in der Liga und erhielt Recht, wodurch in der folgenden Saison 15 statt 14 Teams teilnahmen.
Meisterschaftsrunde
Die besten acht Mannschaften des Grunddurchgangs qualifizierten sich für die Meisterrunde, in der zunächst in zwei Vierergruppen (Slutspil pulje 1+2) erneut jeder gegen jeden antrat. Die beiden besten Mannschaften jeder Gruppe traten im Halbfinale (Semifinaler pulje 1+2) überkreuz gegeneinander im Modus Best-of-3 an. Die Verlierer der Halbfinals traten im Spiel um Bronze (Bronzekampe) erneut im Modus Best-of-3 gegeneinander an. Die Sieger der Halbfinals spielten im Finale (Finalekampe) im Modus Best-of-3 um die dänische Meisterschaft.
Europapokalteilnehmer
Der dänische Meister Aalborg Håndbold nahm an der EHF Champions League 2021/22 teil. GOG, Bjerringbro-Silkeborg und Team Tvis Holstebro waren über die Liga für die EHF European League 2021/22 qualifiziert, Mors-Thy Håndbold gewann den dänischen Pokal.

## Grunddurchgang
| Pl.                                      | Verein                   | Sp. | S  | U | N  | Tore      | Diff. | Punkte  |
| ---------------------------------------- | ------------------------ | --- | -- | - | -- | --------- | ----- | ------- |
| 1.                                       | GOG                      | 26  | 19 | 4 | 3  | 0836:7390 | +97   | 042:100 |
| 2.                                       | Aalborg Håndbold (M)     | 26  | 20 | 1 | 5  | 0839:7420 | +97   | 041:110 |
| 3.                                       | Team Tvis Holstebro      | 26  | 18 | 2 | 6  | 0796:7330 | +63   | 038:140 |
| 4.                                       | Bjerringbro-Silkeborg    | 26  | 17 | 1 | 8  | 0719:6440 | +75   | 035:170 |
| 5.                                       | SønderjyskE Håndbold     | 26  | 14 | 1 | 11 | 0738:7500 | −12   | 029:230 |
| 6.                                       | Skjern Håndbold          | 26  | 14 | 1 | 11 | 0743:7670 | −24   | 029:230 |
| 7.                                       | Skanderborg Håndbold     | 26  | 12 | 3 | 11 | 0741:7380 | +3    | 027:250 |
| 8.                                       | KIF Kolding              | 26  | 11 | 2 | 13 | 0714:7560 | −42   | 024:280 |
| 9.                                       | Ribe-Esbjerg HH          | 26  | 9  | 2 | 15 | 0756:7550 | +1    | 020:320 |
| 10.                                      | Fredericia HK            | 26  | 10 | 0 | 16 | 0781:8230 | −42   | 020:320 |
| 11.                                      | Mors-Thy Håndbold        | 26  | 9  | 1 | 16 | 0711:7290 | −18   | 019:330 |
| 12.                                      | Århus Håndbold           | 26  | 9  | 0 | 17 | 0715:7440 | −29   | 018:340 |
| 13.                                      | Lemvig-Thyborøn Håndbold | 26  | 5  | 1 | 20 | 0676:7610 | −85   | 011:410 |
| 14.                                      | TMS Ringsted (N)         | 26  | 5  | 1 | 20 | 0654:7380 | −84   | 011:410 |
| Quelle: Flashscore, Stand: 30. Juni 2021 |                          |     |    |   |    |           |       |         |

| Legende |                                    |
| (M)     | Dänischer Meister der Vorsaison    |
| (N)     | Aufsteiger aus der der 1. Division |
|         | Dänischer Meister 2020/21          |
|         | Teilnehmer an der Meisterrunde     |
|         | Teilnehmer Abstiegsrunde           |
|         | Abstiegsplatz                      |

## Abstiegsrunde
Århus Håndbold zog sich aus finanziellen Gründen im April 2021 aus dem Wettbewerb zurück und wurde zum Absteiger erklärt.
| Pl.                                      | Verein                   | Sp. | S | U | N | Tore     | Diff. | Punkte |
| ---------------------------------------- | ------------------------ | --- | - | - | - | -------- | ----- | ------ |
| 1.                                       | Mors-Thy Håndbold        | 3   | 2 | 0 | 1 | 098:940  | +4    | 04:20  |
| 2.                                       | Ribe-Esbjerg HH          | 3   | 1 | 1 | 1 | 088:840  | +4    | 03:30  |
| 3.                                       | Fredericia HK            | 3   | 1 | 1 | 1 | 094:980  | −4    | 03:30  |
| 4.                                       | Lemvig-Thyborøn Håndbold | 3   | 0 | 2 | 1 | 096:1000 | −4    | 02:40  |
| 5.                                       | Århus Håndbold           | 0   | 0 | 0 | 0 | 00:00    | ±0    | 00:00  |
| Quelle: Flashscore, Stand: 30. Juni 2021 |                          |     |   |   |   |          |       |        |

## Meisterschaftsrunde

### Gruppe 1
| Pl.                                      | Verein                | Sp. | S | U | N | Tore      | Diff. | Punkte |
| ---------------------------------------- | --------------------- | --- | - | - | - | --------- | ----- | ------ |
| 1.                                       | GOG                   | 6   | 5 | 1 | 0 | 0211:1810 | +30   | 011:10 |
| 2.                                       | Bjerringbro-Silkeborg | 6   | 2 | 1 | 3 | 0188:1840 | +4    | 05:70  |
| 3.                                       | SønderjyskE Håndbold  | 6   | 3 | 0 | 3 | 0184:1880 | −4    | 06:60  |
| 4.                                       | KIF Kolding           | 6   | 1 | 0 | 5 | 0170:2000 | −30   | 02:100 |
| Quelle: Flashscore, Stand: 30. Juni 2021 |                       |     |   |   |   |           |       |        |

### Gruppe 2
| Pl.                                      | Verein               | Sp. | S | U | N | Tore      | Diff. | Punkte |
| ---------------------------------------- | -------------------- | --- | - | - | - | --------- | ----- | ------ |
| 1.                                       | Team Tvis Holstebro  | 6   | 5 | 0 | 1 | 0201:1820 | +19   | 010:20 |
| 2.                                       | Aalborg Håndbold     | 6   | 3 | 1 | 2 | 0195:1820 | +13   | 07:50  |
| 3.                                       | Skjern Håndbold      | 6   | 2 | 1 | 3 | 0174:1880 | −14   | 05:70  |
| 4.                                       | Skanderborg Håndbold | 6   | 1 | 0 | 5 | 0167:1850 | −18   | 02:100 |
| Quelle: Flashscore, Stand: 30. Juni 2021 |                      |     |   |   |   |           |       |        |

### Halbfinale
Gespielt wurde im Modus Best-of-3, wobei die Mannschaft, die zuerst drei Punkte erreicht, in das Finale einzieht. Bei Gleichstand nach drei Spielen entschied ein Siebenmeterwerfen direkt nach dem dritten Spiel.
| Datum        | Team 1                | Ergebnis | Team 2                |
| ------------ | --------------------- | -------- | --------------------- |
| 24. Mai 2021 | Team Tvis Holstebro   | 27:27    | Bjerringbro-Silkeborg |
| 27. Mai 2021 | Bjerringbro-Silkeborg | 30:25    | Team Tvis Holstebro   |
| 24. Mai 2021 | GOG                   | 28:30    | Aalborg Håndbold      |
| 27. Mai 2021 | Aalborg Håndbold      | 33:30    | GOG                   |

### Spiel um Platz 3
Gespielt wurde im Modus Best-of-3, wobei die Mannschaft, die zuerst drei Punkte erreicht, den dritten Rang erreichte. Bei Gleichstand nach drei Spielen entschied ein Siebenmeterwerfen direkt nach dem dritten Spiel.
| Datum         | Team 1              | Ergebnis | Team 2              |
| ------------- | ------------------- | -------- | ------------------- |
| 2. Juni 2021  | GOG                 | 33:28    | Team Tvis Holstebro |
| 7. Juni 2021  | Team Tvis Holstebro | 39:38    | GOG                 |
| 16. Juni 2021 | GOG                 | 33:29    | Team Tvis Holstebro |

### Finalspiele
Gespielt wurde im Modus Best-of-3, wobei die Mannschaft, die zuerst drei Punkte erreicht, den dritten Rang erreichte. Bei Gleichstand nach drei Spielen entschied ein Siebenmeterwerfen direkt nach dem dritten Spiel.
| Datum         | Team 1                | Ergebnis | Team 2                |
| ------------- | --------------------- | -------- | --------------------- |
| 2. Juni 2021  | Aalborg Håndbold      | 37:34    | Bjerringbro-Silkeborg |
| 8. Juni 2021  | Bjerringbro-Silkeborg | 30:29    | Aalborg Håndbold      |
| 16. Juni 2021 | Aalborg Håndbold      | 32:27    | Bjerringbro-Silkeborg |

## Meistermannschaft
Für den dänischen Meister Aalborg Håndbold kamen folgende Spieler zum Einsatz:
| Position        | Spieler                   | Spiele | Tore |
| --------------- | ------------------------- | ------ | ---- |
| Tor             | Mikael Aggefors           | 31     | 0    |
| Tor             | Simon Gade                | 34     | 0    |
| Linksaußen      | Sebastian Barthold        | 33     | 132  |
| Linksaußen      | Buster Juul               | 28     | 112  |
| Linksaußen      | Magnus Dahl Andersen      | 4      | 1    |
| Rückraum links  | Henrik Møllgaard          | 35     | 79   |
| Rückraum links  | Nikolaj Læsø              | 37     | 169  |
| Rückraum links  | Victor Kløve              | 5      | 2    |
| Rückraum links  | Andreas Holst Jensen      | 26     | 24   |
| Rückraum Mitte  | Sebastian Henneberg       | 2      | 1    |
| Rückraum Mitte  | Felix Claar               | 37     | 133  |
| Rückraum rechts | Lukas Sandell             | 36     | 177  |
| Rückraum rechts | Mads Christiansen         | 34     | 38   |
| Rechtsaußen     | Jonas Samuelsson          | 28     | 63   |
| Rechtsaußen     | Mark Strandgaard Petersen | 31     | 78   |
| Kreisläufer     | Benjamin Jakobsen         | 31     | 17   |
| Kreisläufer     | Magnus Saugstrup          | 34     | 120  |
| Kreisläufer     | René Antonsen             | 31     | 33   |
| Trainer         | Stefan Madsen             | 7      | 0    |
| Co-Trainer      | Arnór Atlason             | 1      | 0    |

## Beste Torschützen
| Rang                                          | Spieler                | Mannschaft            | Tore (davon 7 m) | Spiele |
| --------------------------------------------- | ---------------------- | --------------------- | ---------------- | ------ |
| 1                                             | Emil Manfeldt Jakobsen | GOG                   | 257 (114)        | 37     |
| 2                                             | Kay Smits              | Team Tvis Holstebro   | 213 (54)0        | 36     |
| 3                                             | Aaron Mensing          | Team Tvis Holstebro   | 198 (0)0         | 37     |
| 4                                             | Peter Balling          | KIF Kolding           | 187 (0)0         | 32     |
| 5                                             | Morten Hempel Jensen   | TMS Ringsted          | 185 (51)0        | 26     |
| 6                                             | Magnus Bramming        | Team Tvis Holstebro   | 182 (53)0        | 36     |
| 7                                             | Mathias Gidsel         | GOG                   | 180 (3)0         | 37     |
| 8                                             | Lukas Sandell          | Aalborg Håndbold      | 177 (0)0         | 36     |
| 9                                             | Nikolaj Læsø           | Aalborg Håndbold      | 169 (0)0         | 37     |
| 10                                            | Jacob Lassen           | Bjerringbro-Silkeborg | 162 (45)0        | 37     |
| Quelle: tophaandbold.dk, Stand: 30. Juni 2021 |                        |                       |                  |        |

## Auszeichnungen
In das All-Star-Team der Håndboldligaen 2020/21 wurden folgende Spieler gewählt:
| Position        | Spieler                | Mannschaft           |
| --------------- | ---------------------- | -------------------- |
| Torhüter        | Josip Cavar            | SønderjyskE Håndbold |
| Linksaußen      | Emil Manfeldt Jakobsen | GOG                  |
| Rückraum links  | Aaron Mensing          | Team Tvis Holstebro  |
| Rückraum Mitte  | Morten Olsen           | GOG                  |
| Rückraum rechts | Peter Balling          | KIF Kolding          |
| Rechtsaußen     | Andreas Flodman        | KIF Kolding          |
| Kreisläufer     | Magnus Saugstrup       | Aalborg Håndbold     |